# Charlotte Hovring
Charlotte Hovring (* 3. September 1979 in Bærum) ist eine norwegische Curlerin.
Hovring war Teil des norwegischen Curling-Olympiateams bei den Olympischen Winterspielen 2006 in Turin. Sie spielte auf der Position des Alternate neben ihren Teamkolleginnen Skip Dordi Nordby, Third Marianne Haslum, Second Marianne Rørvik und Lead Camilla Holth. Das Team belegte den vierten Platz.